# Катагами
Катагами (яп. 潟上市 Катагами-си) — город в Японии, расположенный в западной части префектуры Акита на берегу Японского моря. Основан 22 апреля 2005 года путём слияния посёлов Тэнно, Иитагава и Сёва уезда Минамиакита. Катагами служит спальным районом Акиты.
Площадь города составляет 707,34 км², население — 32 340 человек (1 августа 2014), плотность населения — 45,72 чел./км².

## Известные жители
- Кадзуси Сакураба